# Lienardia exquisita
Lienardia exquisita é uma espécie de gastrópode do gênero Lienardia, pertencente a família Clathurellidae.